# 高木仁
高木仁（1931年—2014年1月24日），日本经济学家，金融学家、制度学学者。

## 生平
高木毕业于美国天普大学，並於1982年開始担任日本明治大学商学部教授直至退休。2014年因肝癌去世。

## 主要著作
- 單著「アメリカの金融制度」東洋經濟新報社1986
- 共譯スプレーグ「銀行破綻から緊急救済へ」東洋經濟新報社1988
- 共譯フィシャー「現代の銀行持株会社」東洋經濟新報社1992
- 共著「金融システムの国際比較」東洋經濟新報社1993
- 共著「金融市場の構造変化と金融機関行動」東洋經濟新報社2001
- 單著「アメリカの金融制度　改訂版」東洋經濟新報社2006